# Albert Hirschman
Albert Otto Hirschman (Berlim, Alemanha, 7 de abril de 1915 - 10 de dezembro de 2012, Erwin, New Jersey, Estados Unidos) foi um economista influente, autor de vários livros sobre economia política e ideologia política.

## Biografia
De origem alemã  destacou-se por seus trabalhos sobre desenvolvimento econômico na América Latina, filho de Carl e Hedwig Hirschman, emigrou da Alemanha, com o advento do regime nazista.
Depois de estudar na Sorbonne em Paris em 1934, e na Escola de Altos Estudos Comerciais da mesma cidade em 1935, viajou para Londres e depois para Trieste, em cuja Universidade se doutorou en Ciências Econômicas, em 1938.
Durante sua estada na Itália, participou de algumas atividades antifascistas e, depois da rendição da França, em 1940, ajudou a fugir diversos políticos e intelectuais.
Convidado pela Universidade de Berkeley, na Califórnia, se transferiu para os Estados Unidos, onde desenvolveu sua atividade profissional. Entre 1941 e 1943, desfrutou de uma bolsa Rockefeller; entre 1943 e 1946 serviu no exército norte-americano e, no seu regresso, foi nomeado Chefe da Seção Europeia da Reserva Federal, Federal Reserve Board, cargo que exerceu até 1952.
Durante sua passagem pela Reserva Federal, quando da elaboração do Plano Marshall para a reconstrução da Europa Ocidental, Hirschman desenvolveu  interesse pela teoria do desenvolvimento.
De 1952 a 1956, trabalhou para e governo da Colômbia, primeiro como conselheiro financeiro da Junta de Planificação Nacional, de 1952 a 1954, e depois como assessor econômico privado do Governo em Bogotá, de 1954 a 1956.
Hirschman também atuou nas universidades de Yale, Columbia e Harvard. Depois da publicação do "Strategy of economic development", 1958. Hirschman recebeu a oferta de uma cátedra em Columbia, posteriormente em Harvard e por fim no Institute for Advanced Study em Princeton.
Hirschman morreu em 11 de dezembro de 2012, aos 97 anos de idade.
As suas obras mais conhecidas são "A retórica da intransigência: perversidade, futilidade, ameaça", "As paixões e os interesses: argumentos políticos a favor do capitalismo",  "Auto-subversão: teorias consagradas em xeque".

## Pensamento
Suas primeiras contribuições se deram no âmbito da economia do desenvolvimento, onde enfatizou a necessidade de um crescimento desequilibrado. Dado que a maioria de países em desenvolvimento carecem da capacidade de tomar decisões sobre como fomentar seu crescimento, se deve fomentar desequilíbrios para estimular e ajudar a mobilizar esses recursos.
A chave para ele era estimular indústrias com um grande número de vínculos com outras empresas, de modo a conseguir efeitos positivos sobre o resto da economia.  Seu trabalho posterior foi em política econômica, onde avançou em dois esquemas simples, mas intelectualmente poderosos, um primeiro, descreve as três possibilidades básicas de resposta ao declínio de empresas ou de entidades políticas: "saída", "voz" e "lealdade".
Seu segundo trabalho seminal descreve os argumentos básicos feitos pelos conservadores (perversidade, futilidade e perigo) em "A Retórica da Reação".
O trabalho de Hirschman foi recuperado pelos economistas contemporâneos como David Ellerman, um ex-economista do Banco Mundial que tem um número de posições críticas sobre as teorias convencionais de desenvolvimento econômico.
Albert Hirschman participou de projetos de pesquisa econômica e social no think tank chileno Cieplan, a principal fonte de políticas públicas após o retorno à democracia no Chile em 1990, do qual quatro membros da organização se tornaram ministros de governos democráticos.

## Estratégia de desenvolvimento econômico
A obra criticava a teoria da modernização vigente, a ideia de "crescimento equilibrado". Segundo ela, as economias necessitavam de uma série de investimentos para o nascimento de todas as indústrias relevantes. Influenciados pela planificação central da URSS, pelo keynesianismo e pelo cálculo de insumo-produto de Leontief, a base matemática do planejamento, os macro dados do PIB. Esses economistas acreditavam que as economias subdesenvolvidas podiam passar por um processo de ajuste delicado, seguindo um padrão estrito, bem como por um instrumento recém-criado de elaboração de contas nacionais e de macro dados estatísticos como o Produto Nacional Bruto.
Hirschman afirmava que a maneira de avançar era fazer o oposto, concentrar-se no "crescimento desequilibrado". As decisões de investimento deviam ser tomadas segundo as prioridades e as possibilidades financeiras e tecnológicas. O desenvolvimento não requeriria uma gigantesca matriz de investimentos simultâneos, cobrindo todos os setores. O desenvolvimento seguiria de uma sequencia de investimentos. A abordagem é chamada "desequilibrada" porque os investimentos começam concentradas em um setor.
O conceito de "encadeamentos" explica o funcionamento  do crescimento desequilibrado. Fazendo uma autocrítica anos depois, ele reconhece que o desequilíbrio de renda entre o setores gera problemas sociais e políticos e demanda uma ação estatal em zigue zague.

## Possibilismo
O possibilismo é uma crítica do hábito intelectual de realizar análises categóricas e peremptórias, de realizar teorias de caráter unidirecional em relação aos eventos. Adam Smith, por exemplo, ao dizer que obtemos os bens e serviços que desejamos porque quem nos fornece tem interesse próprio nessa relação, e não porque há altruísmo pelas pessoas, é uma exemplo de como o interesse individual e pessoal atendido pode corresponder ao interesse público, gerando bem-estar.
A descoberta da América, que ocorreu enquanto se buscava rotas de transporte melhores para a Índia constitui uma possibilidade não esperada no caminho do desenvolvimento.
Sequências invertidas descrevem como não teriam sido as crenças protestantes que levaram ao advento do capitalismo moderno mas as práticas capitalistas e o empreendedorismo moderno que levaram a mudanças nas crenças religiosas.
Países se tornaram democráticos com a instalação de instituições democráticas sem que a crença nas qualidades da democracia tivessem previamente sido um requisito.

## Obras
- National Power and the Structure of Foreign Trade, 1945.
- . Colombia; highlights of a developing economy, 1955
- The Strategy of Economic Development,1958.
- Latin American issues; essays and comments, 1961.
- Journeys toward Progress: studies of economic policy-making in Latin America,1963.
- Development Projects Observed,1967.
- Exit, Voice, and Loyalty: Responses to Decline in Firms, Organizations, and States,     1970.
- A bias for hope : essays on development and Latin America, 1971.
- The Passions and the Interests: Political Arguments For Capitalism Before Its Triumph,     1977.
- National power and the structure of foreign trade,    1980.
- Essays in trespassing: economics to politics and beyond, 1981.
- Shifting involvements: private interest and public action,  1982.
- Getting ahead collectively: grassroots experiences in Latin America, 1984.
- A bias for hope: essays on development and Latin America, 1985.
- Rival views of market society and other recent essays,1986.
- The Rhetoric of Reaction: Perversity, Futility, Jeopardy, 1991.
- A propensity to self-subversion, 1995.
- Crossing boundaries: selected writings, 1998.
- Worldly Philosopher: The Odyssey of Albert O. Hirschman by Jeremy Adelman, 2013.
- The Essential Hirschman edited by Jeremy Adelman "